# Leucorrhinia dubia
Leucorrhinia dubia là loài chuồn chuồn trong họ Libellulidae. Loài này được Vander Linden mô tả khoa học đầu tiên năm 1825.

## Hình ảnh

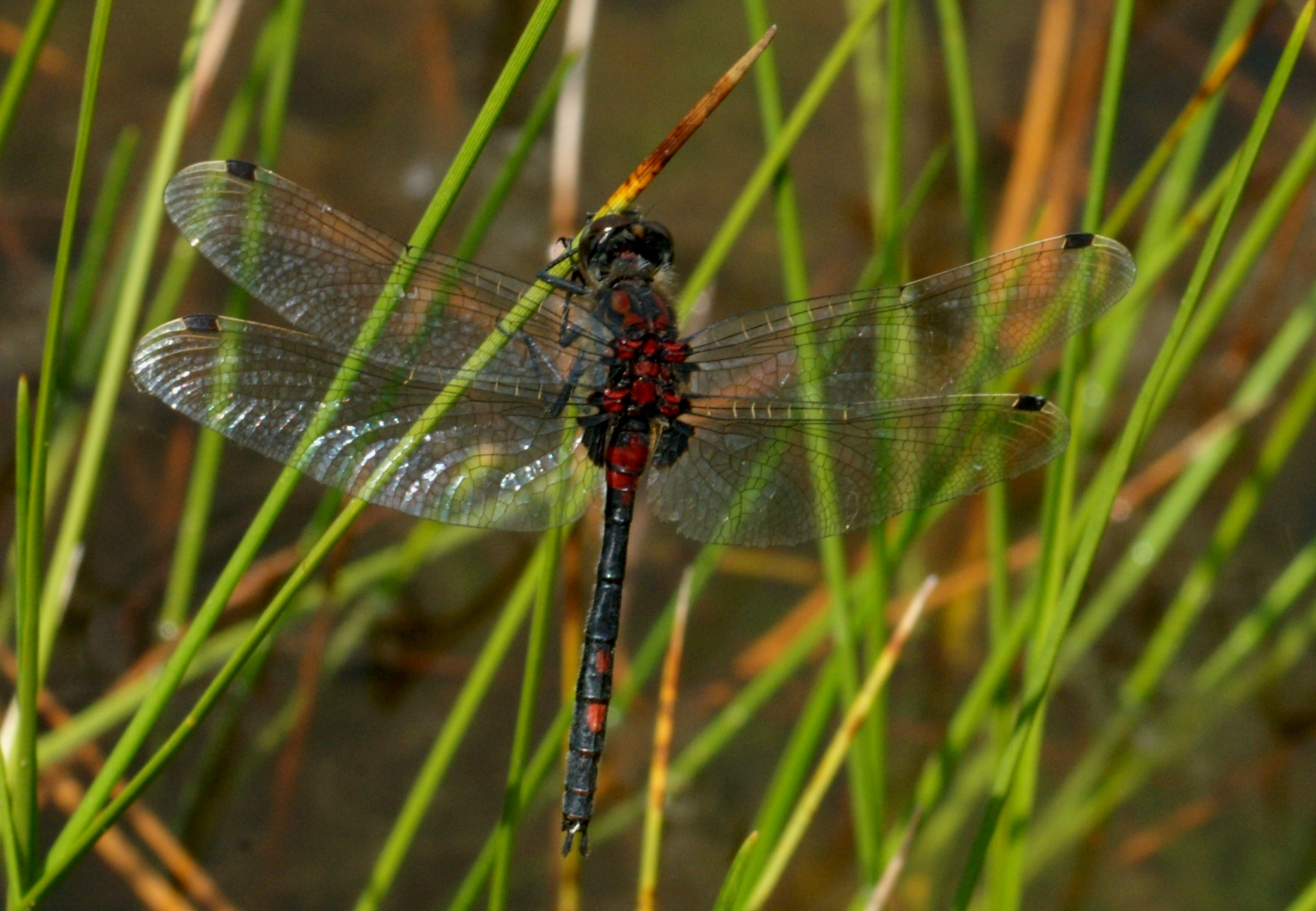
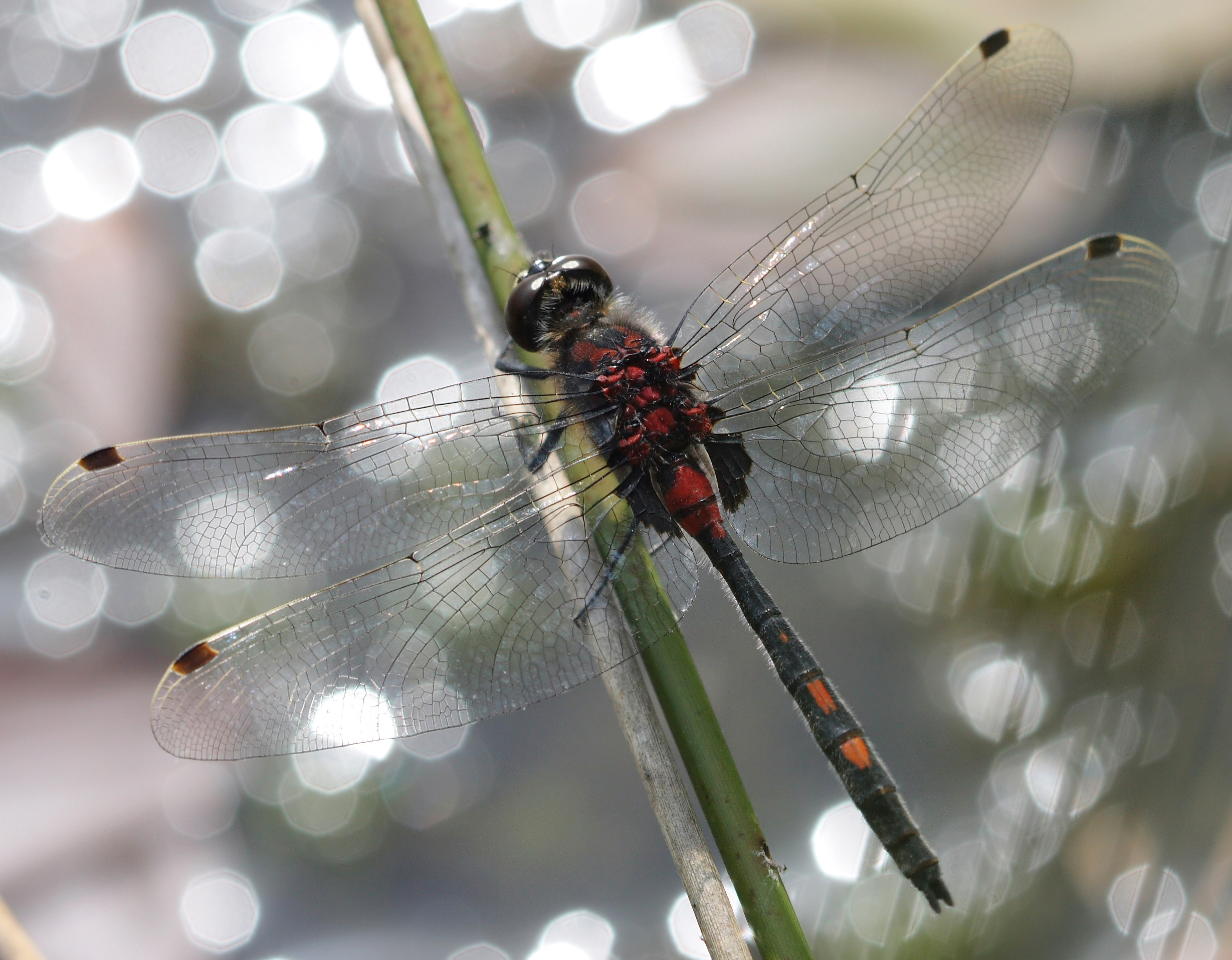
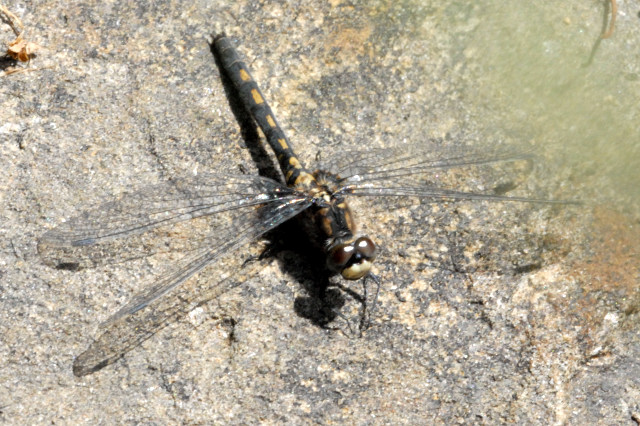
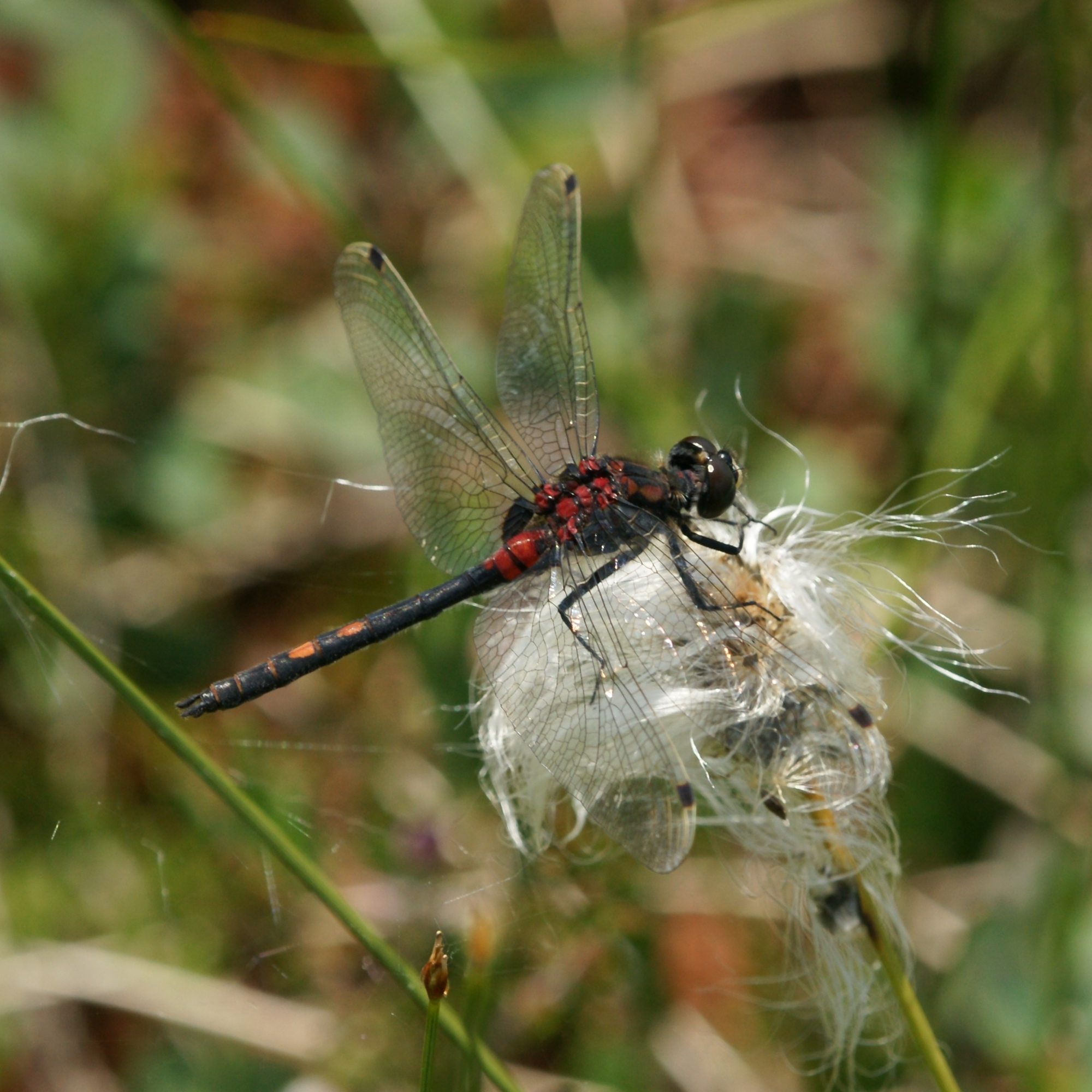